# Czerwonak Osiedle
Czerwonak Osiedle – przystanek kolejowy we wsi Czerwonak, w woj. wielkopolskim, w Polsce.

## Ruch pasażerski
| Rok  | Wymiana pasażerska na dobę |
| ---- | -------------------------- |
| 2017 | 140-149                    |
| 2022 | 150-199                    |